# René Gusperti
René Gusperti (Silandro, 18 marzo 1971) è un ex nuotatore italiano.
Ha militato principalmente nella Rari Nantes Trento allenato da Walter Bolognani (ora allenatore della nazionale giovanile), poi nella Leno 2001 di Rovereto e ora allena alla Buonconsiglio Nuoto.
Ha un fratello, André Gusperti, anch'esso ex nazionale di nuoto e specialista dei 100 e 200 m farfalla, e una figlia, Sara Gusperti, a sua volta nuotatrice.

## Palmarès
nota: questa lista è incompleta
| Giochi olimpici               | 50 m st. libero      | 4 x 100 m st. libero         | 4 x 100 m mista                  |
| 1992 Barcellona Spagna        | 6º in finale B 23"04 | ---                          | ---                              |
| 1996 Atlanta Stati Uniti      | 6º in finale B 22"96 | ---                          | ---                              |
| Campionati europei            | 50 m st. libero      | 4 x 100 m st. libero         | 4 x 100 m mista                  |
| 1991 Atene Grecia             | 8º 23"32             | ---                          | ---                              |
| 1995 Vienna Austria           | 5º 22"62             | ---                          | ---                              |
| 1997 Siviglia Spagna          | 3º in finale B 23"18 | ---                          | ---                              |
| Europei in vasca corta        | 50 m st. libero      | 4 x 50 m st. libero          | 4 x 50 m mista                   |
| 1991 Gelsenkirchen Germania   | ---                  | ---                          | Bronzo: 1'39"84 :                |
| 1993 Gateshead Regno Unito    | 6º 22"58             | ---                          | 4º - 1'40"38 :                   |
| 1996 Rostock Germania         | Argento 22"51        | 4º - 1'31"47 frazione: 22"62 | Argento: 1'38"50 frazione: 21"64 |
| Giochi del Mediterraneo       | 50 m st. libero      | 4 x 100 m stile libero       | ---                              |
| 1991 Atene Grecia             | Oro 23"57            | Argento: 3'26"33 :           | ---                              |
| 1993 Canet e Narbonne Francia | Argento 23"23        | Bronzo: 3'27"79 :            | ---                              |
| Europei giovanili             | 50 m st. libero      | 4 x 100 m st. libero         | ---                              |
| 1987 Roma Italia              | Bronzo 24"27         | ---                          | ---                              |

### Campionati italiani
15 titoli individuali e 18 in staffette, così ripartiti:
- 15 nei 50 m stile libero
- 3 nella 4 x 50 m sl
- 15 nella 4 x 100 m sl

sono elencate le vittorie sino al 1996, dal 1997 tutti i podi
| Anno | Edizione    | st. libero 50 m | st. libero 100 m | st. libero 4x50 m | st. libero 4x100 m | st. libero 4x20 m | mista 4x100 m |
| ---- | ----------- | --------------- | ---------------- | ----------------- | ------------------ | ----------------- | ------------- |
| 1991 | Estivi      | 1               | -                | nd                | -                  | -                 | -             |
| 1992 | Primaverili | 1               | -                | nd                | 1                  | -                 | -             |
| 1992 | Estivi      | 1               | -                | nd                | 1                  | -                 | -             |
| 1993 | Primaverili | 1               | -                | nd                | 1                  | -                 | -             |
| 1993 | Estivi      | 1               | -                | nd                | 1                  | -                 | -             |
| 1994 | Primaverili | 1               | -                | nd                | 1                  | -                 | -             |
| 1994 | Estivi      | 1               | -                | nd                | -                  | -                 | -             |
| 1995 | Primaverili | 1               | -                | nd                | -                  | -                 | -             |
| 1995 | Estivi      | 1               | -                | nd                | 1                  | -                 | -             |
| 1996 | Primaverili | 1               | -                | nd                | 1                  | -                 | -             |
| 1996 | Estivi      | 1               | -                | nd                | 1                  | -                 | -             |
| 1997 | Primaverili | 1               | -                | nd                | 2                  | 2                 | -             |
| 1997 | Estivi      | 3               | -                | nd                | 3                  | -                 | 3             |
| 1998 | Primaverili | 2               | -                | nd                | 1                  | -                 | -             |
| 1998 | Estivi      | 2               | 3                | nd                | 1                  | -                 | -             |
| 1998 | Invernali   | 1               | -                | nd                | nd                 | nd                | nd            |
| 1999 | Primaverili | 2               | -                | nd                | 1                  | -                 | -             |
| 1999 | Estivi      | 3               | -                | nd                | 1                  | -                 | -             |
| 1999 | Invernali   | 3               | -                | nd                | nd                 | nd                | nd            |
| 2000 | Primaverili | 3               | -                | nd                | 2                  | -                 | -             |
| 2000 | Estivi      | 2               | -                | nd                | 1                  | -                 | -             |
| 2000 | Invernali   | 1               | 2                | 1                 | nd                 | nd                | nd            |
| 2001 | Primaverili | 2               | -                | nd                | 1                  | -                 | -             |
| 2001 | Estivi      | 1               | -                | nd                | -                  | -                 | -             |
| 2001 | Invernali   | -               | -                | 1                 | nd                 | nd                | nd            |
| 2002 | Primaverili | 2               | -                | nd                | 2                  | -                 | -             |
| 2002 | Estivi      | 3               | -                | nd                | -                  | -                 | -             |
| 2002 | Invernali   | 3               | -                | 2                 | nd                 | nd                | nd            |
| 2003 | Estivi      | 3               | -                | nd                | 1                  | -                 | -             |
| 2003 | Invernali   | -               | -                | 1                 | nd                 | nd                | nd            |
| 2004 | Estivi      | -               | -                | nd                | 3                  | -                 | -             |
| 2004 | Invernali   | -               | -                | 2                 | nd                 | nd                | nd            |
| 2005 | Primaverili | -               | -                | nd                | 2                  | -                 | -             |
| 2005 | Estivi      | -               | -                | nd                | 2                  | -                 | -             |

- nd = non disputata